# Annette Gerritsen
Annette Gerritsen, född den 11 oktober 1985 i Ilpendam, Nederländerna, är en nederländsk skridskoåkare.
Hon tog OS-silver på damernas 1 000 meter i samband med de olympiska skridskotävlingarna 2010 i Vancouver.